# Шатонёф-д’Антрон
Шатонёф-д’Антрон (фр. Châteauneuf-d'Entraunes) — коммуна на юго-востоке Франции в регионе Прованс — Альпы — Лазурный берег, департамент Приморские Альпы, округ Ницца, кантон Ванс. До марта 2015 года коммуна административно входила в состав упразднённого кантона Гийом (округ Ницца).
Площадь коммуны — 29,91 км², население — 65 человек (2006) с тенденцией к снижению: 52 человека (2012), плотность населения — 1,7 чел/км².

## Население
Население коммуны в 2011 году составляло — 57 человек, а в 2012 году — 52 человека.
| 1962 | 1968 | 1975 | 1982 | 1990 | 1999 | 2006 | 2008 | 2011 | 2012 |
| ---- | ---- | ---- | ---- | ---- | ---- | ---- | ---- | ---- | ---- |
| 44   | 19   | 36   | 47   | 71   | 56   | 65   | 68   | 57   | 52   |

Динамика численности населения:

## Экономика
В 2010 году из 30 человек трудоспособного возраста (от 15 до 64 лет) 18 были экономически активными, 12 — неактивными (показатель активности 60,0 %, в 1999 году — 76,5 %). Из 18 активных трудоспособных жителей работали 16 человек (8 мужчин и 8 женщин), 2 числились безработными (1 мужчина и 1 женщина). Среди 12 трудоспособных неактивных граждан 2 были учениками либо студентами, 4 — пенсионерами, а ещё 6 — были неактивны в силу других причин.